# Fria Studenter
Fria Studenter kan syfta på:
- Fria Studenter (FS), borgerligt kårparti vid Uppsala studentkår. Partiet bildades våren 1971 av Caj Skoglund, Mats Ödman, Ola Lundin och Sven-Erik Sohlberg. Första kårvalet som man deltog i fick man tillsammans med Uppsala Universitets Studenter (UUS) 21 mandat av fullmäktiges 41. De två borgerliga-fackliga partierna bildade kårstyrelse och rensade ut 68-vänsterns dominans bl.a. bland kårens ombudsmän och i kårtidningen Ergo. FS var sedan flera år tillsammans med UUS dominerande vid studentkåren. Ledande personer var Per Unckel, Caj Skoglund, Sven-Erik Sohlberg, Mats Johansson, Olof Ehrenkrona, Mats Ödman, Ulla Hamilton, Arne Sandemo, Hans Wallmark, Emil Uddhammar, Michael Lundholm och Anders Borg. FS gick 2004 upp i Borgerliga Studenter.
- Fria studenter (FRIS), tidigare allmänborgerligt/kårfackligt kårparti vid Lunds studentkår, partipolitiskt oberoende. Partiet grundades 1968 och lades ner när Lunds studentkår ombildades till fakultetskårer 1996. FRIS var det dominerande kårpartiet i Lund och satt med i alla kårstyrelser sedan 1969 utom "de 100 dagarna" 1972 och under tre oppositionsår 1987, 1990 och 1991. Partiet splittrades 1982 genom att en falang bröt sig ur och bildade Moderata Studenter. Partiet hade därefter bara namnet gemensamt med Fria Studenter i Uppsala och samarbetade inom SFS efter 1982 främst med Uppsala Universitets Studenter och andra så kallade kårfackliga grupperingar vid de stora universiteten. Bland ledarna fanns genom åren Peter Egardt, Gunnar Oom, Anders Frostell, Göran Larsson, Marie Andersson, Magnus Ramberg, Per Ola Olsson och Jonas Alberoth.
- Fria studenter, borgerligt kårparti vid Umeå studentkår fram till slutet av 1990-talet.